# Jonathan Dayton (Politiker)

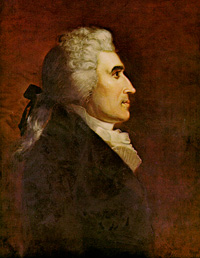
Jonathan Dayton

Jonathan Dayton (* 16. Oktober 1760 in Elizabethtown, Province of New Jersey; † 9. Oktober 1824 ebenda) war ein US-amerikanischer Politiker aus dem Staat New Jersey. Er war der dritte Sprecher des US-Repräsentantenhauses und später Senator.

## Leben
Sein Vater war Elias Dayton, ein Händler und bekannter lokaler Politiker. Er machte 1776 auf dem College von New Jersey seinen Abschluss. Das damalige College in New Jersey ist heute die Princeton University. Während des Unabhängigkeitskrieges kämpfte er im dritten New Jersey Regiment und erhielt im Alter von nur 19 Jahren schon den Rang eines Captains. Nach dem Krieg begann er Jura zu studieren. Dayton heiratete Susan Williamson und sie hatten zwei Töchter, das Datum ihrer Hochzeit ist allerdings unbekannt.

## Politische Karriere
Dayton war 1787 als Gesandter aus New Jersey dabei, als die Verfassung der Vereinigten Staaten unterzeichnet wurde, welche 1789 in Kraft trat. Er war der jüngste aller teilnehmenden Gesandten. 1789 wurde er zwar ins Repräsentantenhaus gewählt, trat sein Mandat aber erst nach der zweiten Wahl 1791 an. In seiner Zeit im Repräsentantenhaus war er von 1795 bis 1799 der Sprecher des fünften und des sechsten Kongresses. Wie die meisten Föderalisten unterstützte er die Finanzpolitik von Alexander Hamilton und die Unterdrückung der Whiskey-Rebellion. Nach seiner Zeit im Repräsentantenhaus wurde er von 1799 bis 1805 Senator der Klasse 2.

## Ende der Karriere
Daytons Karriere nahm ein abruptes Ende, nachdem er 1807 wegen Hochverrates angeklagt worden war. Er war in die Verschwörung von Aaron Burr verwickelt, welcher 1806 die spanischsprachigen Gebiete Nordamerikas zu einem Staat vereinigen wollte. Nach seiner Entlassung aus der Haft gelangte er nicht wieder auf die politische Bühne zurück. Dayton starb am 9. Oktober 1824 in seiner Heimatstadt Elizabethtown, New Jersey und ist auf dem dortigen St. John’s Episcopal Friedhof begraben.

## Namenspatron
Die Stadt Dayton in Ohio wurde nach ihm benannt, da ihm dort seinerzeit etwa 1.000 km² Land gehörten und er den Bau des Miamikanals unterstützte. Tatsächlich setzte er aber niemals einen Fuß in die Stadt. Außerdem wurde die Jonathan Dayton High School im Township Springfield nach ihm benannt.